# Francisco Focardi Mazzocchi
Francisco Focardi Mazzocchi OFM (* 9. Februar 1949 in Rignano sull’Arno, Provinz Florenz, Italien; † 11. Januar 2022 in Santa Cruz de la Sierra, Bolivien) war ein italienischer römisch-katholischer Ordensgeistlicher und Apostolischer Vikar von Camiri in Bolivien.

## Leben
Francisco Focardi Mazzocchi trat 1967 in das Noviziat der Ordensgemeinschaft der Franziskaner bei und legte 1968 in La Verna (Italien) seine erste zeitliche Profess ab. 1969 wurde er in Florenz zum Diakon geweiht. Von 1969 bis 1971 studierte er Philosophie in Florenz und legte am 8. Dezember 1972 in Piombino die feierliche ewige Profess ab. Von 1971 bis 1975 studierte er Katholische Theologie in Fiesole und empfing am 18. Mai 1975 die Priesterweihe. Er war ab 1975 als Missionspriester in Bolivien tätig und war unter anderem und Generalvikar des Apostolischen Vikariats von Cuevo (1994–2003). Im Dezember 2000 wurde er in die Pfarrei Cristo Rey in Tigüipa Estación versetzt, die zum Apostolischen Vikariat von Camiri gehört, und war Mitglied des Presbyteriums desselben Vikariats. Im Januar 2006 wurde er Mitglied in dem Franziskanerkonvent von Yacuiba im Bistum Tarija, deren Generalvikar er war.
Papst Benedikt XVI. ernannte ihn am 6. Juni 2007 zum Weihbischof im Apostolischen Vikariat El Beni o Beni und Titularbischof von Cenculiana. Die Bischofsweihe spendete ihm der Erzbischof von Santa Cruz de la Sierra, Julio Kardinal Terrazas Sandoval CSsR, am 2. September desselben Jahres; Mitkonsekratoren waren Erzbischof Ivo Scapolo, Apostolischer Nuntius in Bolivien, und Julio María Elías Montoya OFM, Apostolischer Vikar von El Beni o Beni. Das Motto seines bischöflichen Wappens lautete „Gott ist meine Stärke“.
Am 15. Juli 2009 wurde er von Papst Benedikt XVI. zum Apostolischen Vikar von Camiri ernannt. Am 2. August 2017 nahm Papst Franziskus seinen vorzeitigen Rücktritt aus gesundheitlichen Gründen an. Er starb im Alter von 72 Jahren und wird in der Kathedrale von Camiri beigesetzt.